# Ботяны (район Требишов)
Ботяны (словац. Boťany, венг. Battyán) — деревня в восточной Словакии района Требишов, Кошицкого края.
Расположена на левом берегу р. Латорица в 9 км к востоку от административного центра г. Требишов.
Население деревни, на 31.12.2022, составляло 1213 человек.

## История
Первое письменное упоминание о деревне восходит к 1332 году, когда он назывался Bocian. В 1648—1650 годах здесь был построен замок, разрушенный куруцами в 1706—1711 годах, тогда была сожжена и деревня.

## Население
| Год:                | 1994 | 2004     | 2014    | 2024    |
| ------------------- | ---- | -------- | ------- | ------- |
| Количество человек: | 1082 | 1245     | 1249    | 1219    |
| Разница:            |      | +15,06 % | +0,32 % | −2,40 % |

## Достопримечательности
- Римско-католический костёл, восстановленный тирольскими мастерами на месте евангельской церкви 17 века и затем повреждённой землетрясением.

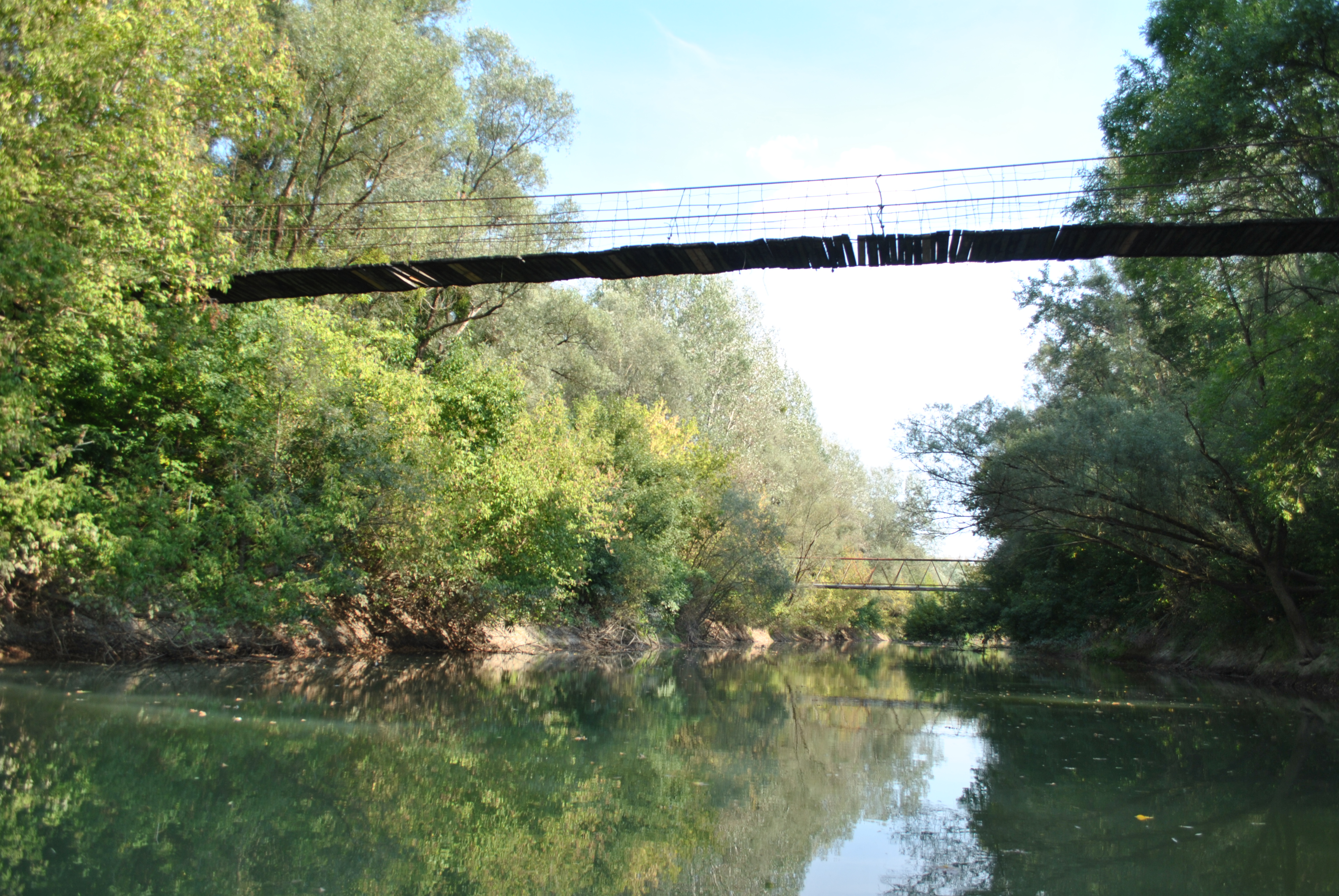
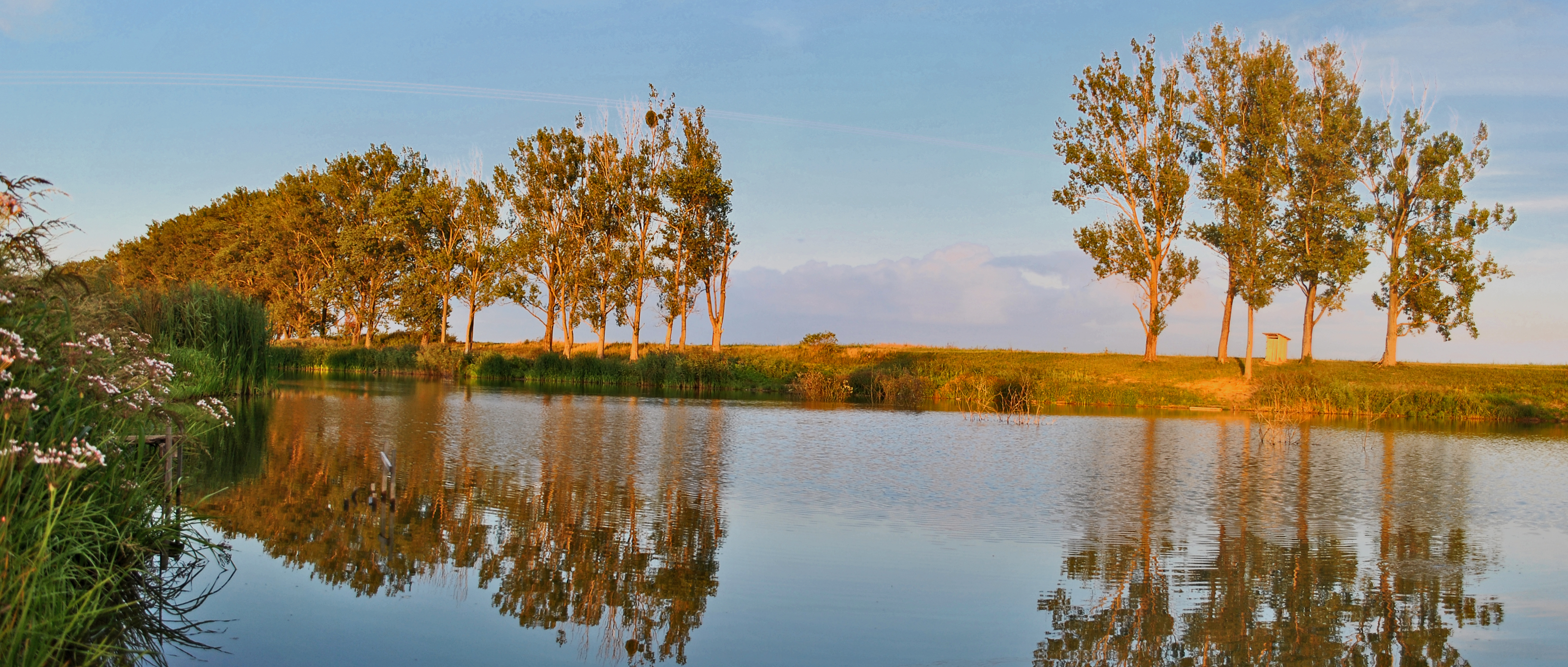
Латорица
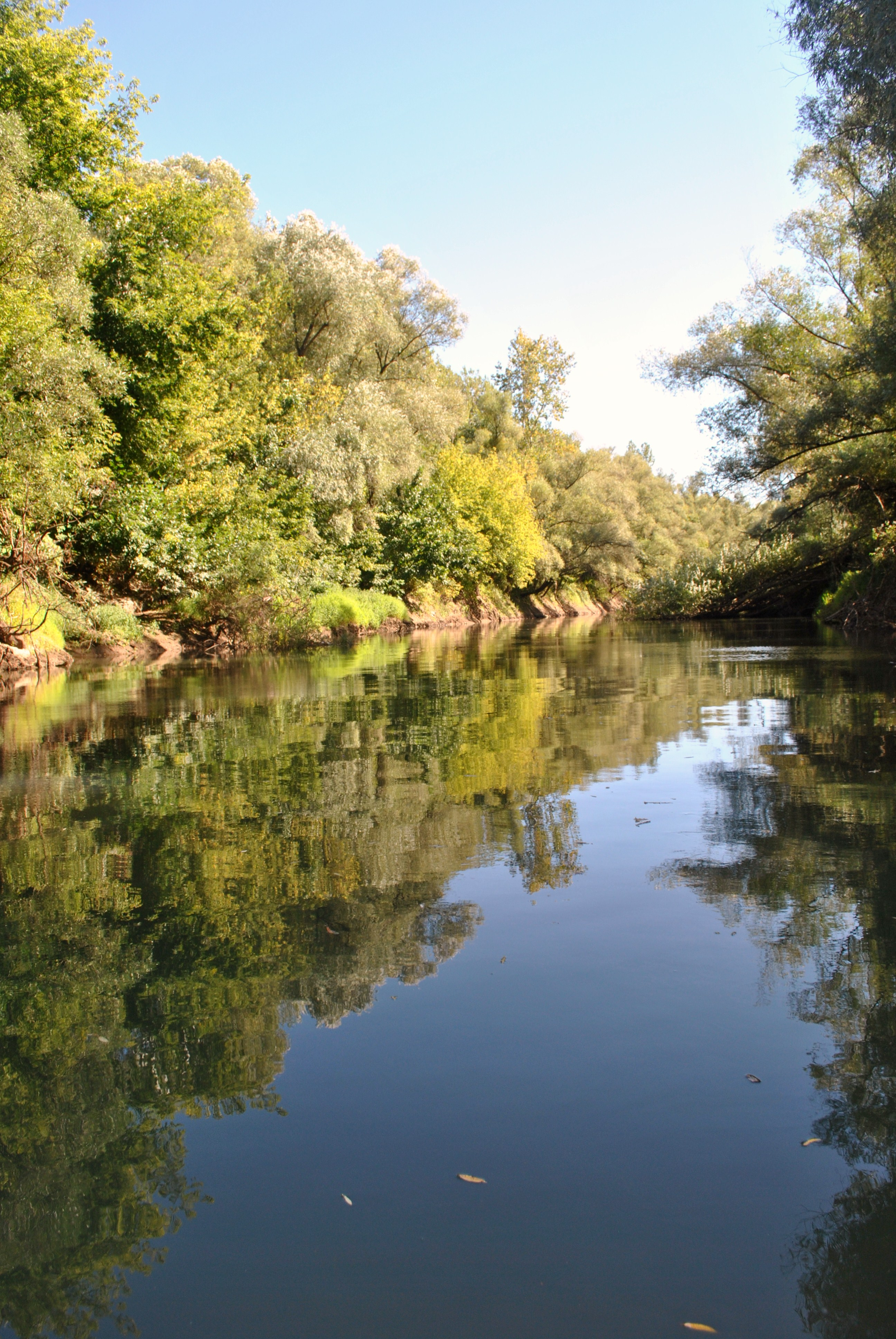
Латорица